# Cloniocerus constrictus
Cloniocerus constrictus är en skalbaggsart som beskrevs av Olof Immanuel von Fåhraeus 1872. Cloniocerus constrictus ingår i släktet Cloniocerus och familjen långhorningar. Inga underarter finns listade i Catalogue of Life.